# 薩爾普勒省
薩爾普勒省（波斯語：ولایت سرپل）位於阿富汗北部，與巴爾赫省、巴米揚省、法利亞布省、朱茲詹省、古爾省等省份相鄰。该省总面积16,360平方公里，2013年人口约532,000人。主要语言为达利语以及乌兹别克语。该省行政中心是薩爾普勒。